# Salladasburg
Le borough de Salladasburg est situé dans le comté de Lycoming, dans le Commonwealth de Pennsylvanie, aux États-Unis. Sa population s’élevait à 238 habitants lors du recensement de 2010, estimée à 229 habitants en 2017.

## Source
- (en) Cet article est partiellement ou en totalité issu de l’article de Wikipédia en anglais intitulé « Salladasburg, Pennsylvania » (voir la liste des auteurs).

1. ↑  « Population and Housing Unit Estimates » (consulté le 24 mars 2018)
2. ↑  « American FactFinder », Bureau du recensement des États-Unis (consulté le 31 janvier 2008)
3. ↑  « Census of Population and Housing », Bureau du recensement des États-Unis (consulté le 11 décembre 2013)
4. ↑  « Incorporated Places and Minor Civil Divisions Datasets: Subcounty Resident Population Estimates: April 1, 2010 to July 1, 2012 » [archive du 11 juin 2013], sur Population Estimates, Bureau du recensement des États-Unis (consulté le 11 décembre 2013)